# Cainogenion
Cainogenion is een geslacht van kevers uit de familie van de loopkevers (Carabidae). De wetenschappelijke naam van het geslacht is voor het eerst geldig gepubliceerd in 1925 door Notman.

## Soorten
Het geslacht Cainogenion omvat de volgende soorten:
- Cainogenion clypeale Baehr, 1997
- Cainogenion creberrimum (Blackburn, 1901)
- Cainogenion depressum Baehr, 1997
- Cainogenion ephippiatum (Newman, 1856)
- Cainogenion glabratum Baehr, 1997
- Cainogenion interiore Baehr, 1997
- Cainogenion ipsoides (Westwood, 1837)
- Cainogenion obscurum (Castelnau, 1867)
- Cainogenion parumpilosum Baehr, 1997
- Cainogenion rotundicolle Baehr, 1997
- Cainogenion subopacum (Macleay, 1871)
- Cainogenion tropicum Baehr, 1997